# Lopigna
Lopigna je naselje in občina v francoskem departmaju Corse-du-Sud regije - otoka Korzika. Leta 2012 je naselje imelo 99 prebivalcev.

## Geografija
Kraj leži v zahodnem delu otoka Korzike 45 km severno od središča Ajaccia.

## Uprava
Občina Lopigna skupaj s sosednjimi občinami Ambiegna, Arro, Azzana, Calcatoggio, Cannelle, Casaglione, Pastricciola, Rezza, Rosazia, Salice, Sari-d'Orcino in Sant'Andréa-d'Orcino  sestavlja kanton Cruzini-Cinarca s sedežem v Sari-d'Orcinu. Kanton je sestavni del okrožja Ajaccio.